# Xã Metamora, Quận Woodford, Illinois
Xã Metamora (tiếng Anh: Metamora Township) là một xã thuộc quận Woodford, tiểu bang Illinois, Hoa Kỳ. Năm 2010, dân số của xã này là 4.357 người.